# 白石新
白石 新（しらいし あらた）は、日本のライトノベル作家である。

## 来歴
2016年頃からインターネット作家として活動を開始した。2021年11月時点での累計売上部数は200万部を超えている。2021年の「11月30日トーハンの週刊ベストセラー」では『転生幼女、レベル782 ケットシーさんと行く、やりたい放題のんびり生活日誌』が5位にランクインしている。『その劣等騎士、レベル999』は「小説家になろう」日間・週間総合ランキング1位を獲得しているほか、多数のランキングで1位を獲得している。

## 作品一覧

### 小説
- 『村人ですが何か?』シリーズ（イラスト: 白蘇ふぁみ、GCノベルズ〈マイクロマガジン社〉・GCN文庫〈マイクロマガジン社〉）[5]
- 『異世界ギルド飯』シリーズ（イラスト: 一色、GA文庫〈SBクリエイティブ〉）[6]
- 『異世界帰りの勇者が現代最強!』シリーズ（イラスト: たかやKi、GA文庫〈SBクリエイティブ〉）[7]
- 『落第賢者の学院無双 〜二度転生した最強賢者、400年後の世界を魔剣で無双〜』シリーズ（イラスト: 魚デニム、角川スニーカー文庫〈KADOKAWA〉）[8]
- 『ゆるふわ農家の文字化けスキル』シリーズ（イラスト: ももいろね、GA文庫〈SBクリエイティブ〉）[9]
- 『その劣等騎士、レベル999』シリーズ（イラスト: 三弥カズトモ、GA文庫〈SBクリエイティブ〉）[10]
- 『転生大聖女、実力を隠して錬金術学科に入学する 〜もふもふに愛された令嬢は、もふもふ以外の者にも溺愛される〜』シリーズ（イラスト: 藻、オーバーラップノベルス〈オーバーラップ〉）[11]
- 『けもの使いの転生聖女〜もふもふ軍団と行く、のんびりSランク冒険者物語〜』シリーズ（イラスト: 希望つばめ、GCノベルズ〈マイクロマガジン社〉）[12]
- 『レベル1から始まる召喚無双〜俺だけ使える裏ダンジョンで、全ての転生者をぶっちぎる〜』シリーズ（イラスト: 夕薙、GCN文庫〈マイクロマガジン社〉）[13]
- 『追放された転生貴族、外れスキルで内政無双』シリーズ（イラスト:転、グラストNOVELS〈スターツ出版〉）[14]
- 『転生幼女、レベル782 ケットシーさんと行く、やりたい放題のんびり生活日誌』（イラスト: nyanya、アルファポリス）[15]
- 『エロゲの世界でスローライフ 〜一緒に異世界転移してきたヤリサーの大学生たちに追放されたので、辺境で無敵になって真のヒロインたちとヨロシクやります〜』（イラスト: タジマ粒子、キャラクター原案: ツタロー、ダッシュエックス文庫〈集英社〉）[16]

### 漫画原作
- 『喧嘩リベンジ 二度目の最強高校生』（原作・脚本担当、作画:R・A / ひろくま、HykeComic（HykeComic））[17]
- 『魔王アプリでS級ハンターになれました』（原作・脚本担当、作画:シブリンガル、HykeComic（HykeComic））[18]
- 『エロゲの世界でスローライフ 〜一緒に異世界転移してきたヤリサーの大学生たちに追放されたので、辺境で無敵になって真のヒロインたちとヨロシクやります〜』（原作担当、作画:ツタロー、水曜日はまったりダッシュエックスコミック（集英社））[19]
- 『魔術ギルド総帥〜生まれ変わって今更やり直す2度目の学院生活〜』（原作担当、作画:望月秋五郎、マガジンポケット（講談社））[20]